# Papa Ioan al XIII-lea
Papa Ioan al XIII-lea (n.  ?, Roma, Italia – d. 6 septembrie 972 d.Hr., Roma, Statele Papale) a fost papă al Romei între 965 și 972. Era roman, dar după toate probabilitățile nu un membru al familiei Crescențiu, așa cum afirmă unele surse.
După decesul lui Leon al VIII-lea - care se bucurase de sprijinul lui Otto I - a fost ales papă  fiind susținut tot de Împărat. Alegera sa a avut loc în prezența trimișilor imperiali Otger de Speyer și episcopul Liutprand de Cremona. Se știe sigur că a fost rudă cu Alberic al II-lea, poate fiul Teodorei cele Tinere (sora Maroziei).
Înainte de a fi papă a fost episcopul orașului Narni și bibliotecarul Bisericii Romane.
Era în timpul pontificatului său un aliat fidel al lui Otto I. Pe Otto al II-lea l-a încoronat în 967, încă înainte de a-și asigura Otto succesiunea la tron în Imperiu. Tot în același an dieceza de Magdeburg a fost ridicată în rang de arhidieceză.
În 972 a oficiat nunta între Otto al II-lea și Principesa bizantină Theophanu , însă, prin ridicarea Capuei și Beneventului la rang de arhidieceze a creat noi tensiuni cu Biserica din Răsărit (cele două orașe se aflaseră în mod tradițional sub influența Bizanțului).
Liutprand de Cremona care e cunoscut și în calitate de cronicar a relatat de acte de mare cruzime (cum că i-ar fi scos inamicilor săi și ochii, omorând jumătatea populației Romei). Însă operele lui Liutprand sunt cunoscute ca niște lucrări puternic influențate de prejudecățile acestuia.
Ioan a decedat pe data de 6 septembrie 972 la Roma. Spre sfârșitul vieții ar fi transformat Palatul Lateran într-un harem  personal de-al său unde conform cronicarilor ar fi fost omorât de un furios soț
înșelat.